# Jeolla

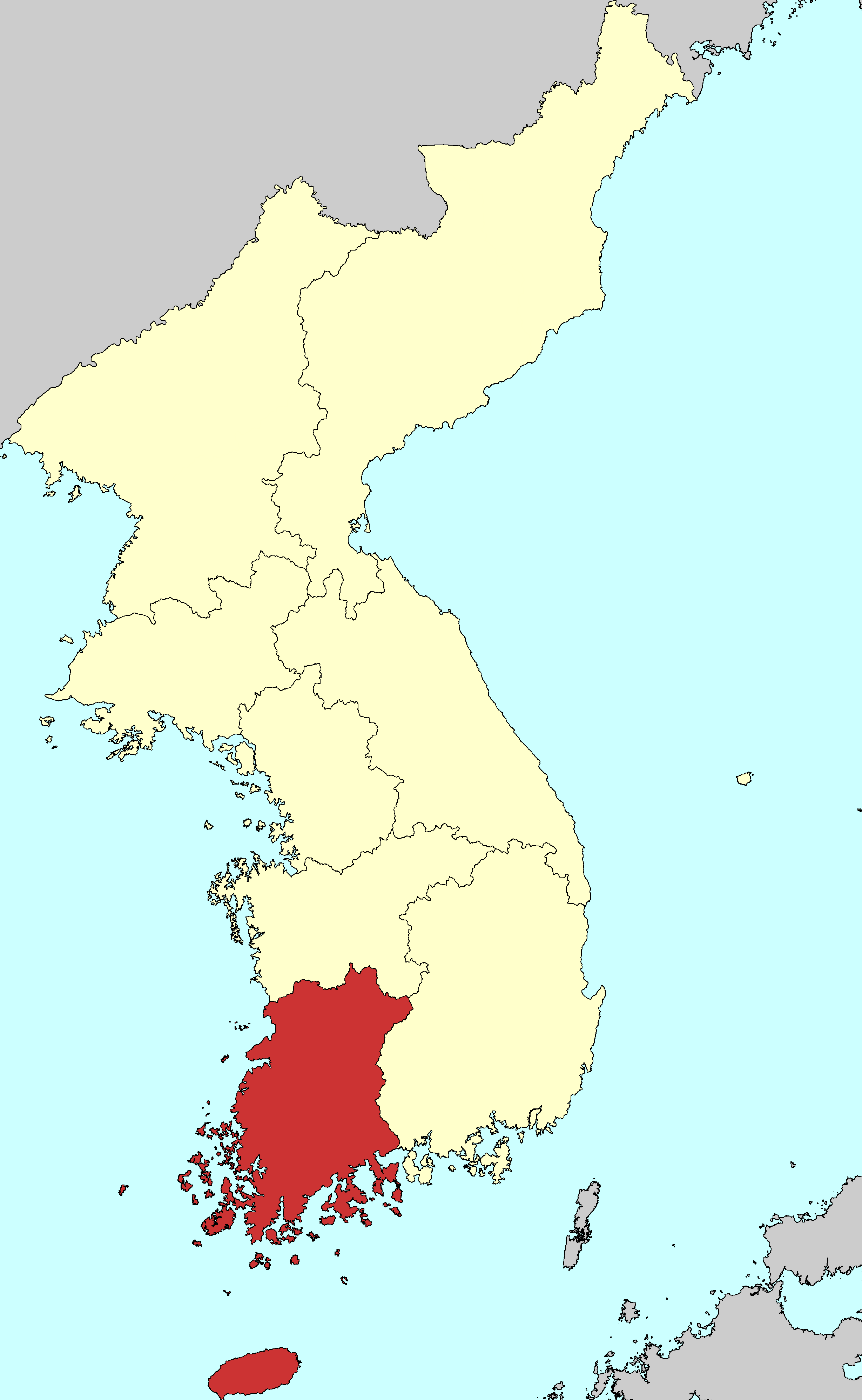
Jeolla

Jeolla (Jeolla-do em coreano) era uma das 8 províncias da Coreia durante a dinastia Joseon. Jeolla estava localizado no sudoeste da Coreia. A capital da província era Jeonju.